# Èpsilon del Forn
Èpsilon del Forn  (ε Fornacis) és un estel a la constel·lació del Forn. De magnitud aparent +5'85, s'hi troba a 99 anys llum de distància del sistema solar.
Èpsilon del Forn és una subgegant groga de tipus espectral G5IV amb una temperatura efectiva de 5.091 K. Lluix amb una lluminositat 4'4 vegades major que la del Sol, comparable a la de β Hydri, subgegant groga com ella però situada a una distància quatre vegades menor.
Té un radi 2'45 vegades més gran que el radi solar i gira sobre si mateixa amb una velocitat de rotació projectada de 2'7 km/s. La seva cinemàtica indica que, a diferència del Sol, és un antic estel del disc gruixut l'edat del qual pot aproximar-se als 10.700 milions d'anys, més del doble de la del Sol —aproximadament 4.600 milions d'anys.
Com cal esperar en un estel tan antic, Èpsilon del Forn posseeix una metal·licitat clarament inferior a la solar; el seu contingut relatiu de ferro és un 25% de l'existent en el Sol. Presenta un empobriment similar en sodi i níquel, no sent tan acusat per a silici i titani. La seva massa, menor que la del Sol, és igual a 0,93 masses solars. Recents estudis assenyalen que té una companya estel·lar.